# 松本直幸
松本 直幸（まつもと なおゆき、1965年9月28日 - ）は、南海放送 (RNB) のアナウンサー。一部のラジオ番組ではディレクターも兼務する。愛媛県松山市出身。

## 人物
愛媛県立松山南高等学校、明治学院大学を卒業後、1989年に南海放送に入社。

## 担当番組

### テレビ番組
- 小林真三の見たまんまテレビ[3]
- 特急!なんかいNEWSプラス1[6]
- なっとくテレビN - 「なっとくBOOKS」担当[7]
- スポーツ中継[7]
- おかえりテレビ - 金曜「週末読書おかえりBOOKS」担当[8]、月曜「キラッとスポーツ」担当[5]
- サッカー魂〜週刊愛媛FC〜 - 「ジョゼ・ナオリーニョ」名義で出演[1][2]
- 愛顔のえひめ
- 大好き！まつやま[9]
- 大好き！まつやま〜しあわせ未来塾〜[10]
- 大好き！まつやま〜しあわせ実り庵〜[11]
- なんかいNEWS・なんかいNEWSファイナル

### ラジオ番組
- 真昼間のシンデレラ[12]
- フォーマットRADIO 木藤たかおの日曜Press-Club - 出演者（編集局員）兼ディレクター[12][13]
- ザ・VOICE - ディレクター[14]
- ザ・サイクルジョッキー[15]
- 社長のミカタ - ディレクター[16]
- 松沢はつみの南海クラシックス - 「忠政ひろふみのまじっす！かみじま」担当ディレクター[17]
- えひめ発！フジトラベルサービスの「今が旬！今しか行けない旅情報」[4]
- ROCK OF AGES[18]
- 愛媛新聞ニュース